# Dr. Mario & Sterminavirus
Dr. Mario & Sterminavirus (Dr. MARIO & 細菌撲滅?, Dokutā Mario ando Saikin Bokumetsu, "Dr. Mario & sterminio batteri", Dr. Mario Online Rx in America) è un videogioco rompicapo, sviluppato da Arika e pubblicato da Nintendo come WiiWare su Wii.
Il titolo supporta la Nintendo Wi-Fi Connection, servizio che consente ai giocatori di sfidarsi via Internet. I giocatori possono anche usare i propri Mii al posto di Mario. Dr. Mario & Sterminavirus, inoltre, presenta un minigioco originario di More Brain Training dove un massimo di quattro persone può cooperare.

## Accoglienza
IGN ha dato a Dr. Mario & Sterminavirus un 8,5/10, definendo il gioco principale "senza tempo" e la nuova modalità "caoticamente impressionante". Tuttavia è rimasto deluso dal fatto che la modalità principale Dr. Mario supportasse solo fino a 2 giocatori (mentre alcuni giochi precedenti ne avevano supportati fino a 4) e che Sterminavirus non fosse giocabile online. N-Europe lo ha ritenuto meritevole di un 8/10, definendolo "lo stesso Dr. Mario che conosciamo e amiamo" con "una grafica solida e funzionale" e un gameplay avvincente.
Al contrario, GamesRadar ha dato 6/10, definendolo un "rompicapo un po 'imbarazzante" che "semplicemente non crea abbastanza dipendenza da farti interessare" e lo ha definito "il cugino di Puyo Puyo". Tuttavia, ha elogiato la funzionalità multiplayer online e la sua presentazione pulita, ad eccezione della musica. Anche NGamer ha anche criticato il gameplay, assegnandogli 2/5.